# Ботман, Ганс
Ганс Ботман (нем. Hans Bothmann; 11 ноября 1911, Лоэ-Риккельсхоф, провинция Шлезвиг-Гольштейн, Пруссия, Германская империя — 4 апреля 1946, Хайде, Британская зона оккупации Германии) — гауптштурмфюрер СС, второй комендант лагеря смерти Кульмхоф и зондеркоманды СС в деревне Хелмно в земельном округе Вартбрюккен во время немецкой оккупации Польши. В мае 1942 года отвечал за уничтожение 10 000 евреев из Германского рейха, Вены, Праги и Люксембурга.

## Биография
Ганс Ботман родился 11 ноября 1911 года. В 1932 году присоединился к Гитлерюгенду. В 1933 году был зачислен в ряды СС (№ 117630). 1 марта 1935 года вступил в НСДАП (билет № 3601334). Впоследствии Ботман служил в отделении полиции безопасности в Позене в звании комиссара уголовной полиции.
В марте/апреле 1942 года сменил Герберта Ланге на посту командира зондеркоманды «Кульмхоф» или зондеркоманды «X» в лагере уничтожения. До марта 1943 года время Ботмана в Хелмно включало фазу интенсивной деятельности по уничтожению. 
После специального отпуска в апреле 1943 года все 85 членов зондеркоманды СС «X», очевидно, по желанию их командира Ботмана, были включены в состав 7-й добровольческой горнопехотной дивизии СС «Принц Ойген». Они были использованы в борьбе против партизан в качестве полевой жандармерии, при этом подразделение понесло значительные потери.
В середине февраля 1944 года рейхсфюрер СС Генрих Гиммлер и рейхсштатгальтер Артур Грейзер договорились, что Лодзинское гетто должно быть «с точки зрения персонала сокращено до минимума» и разрешено оставить «только столько евреев, сколько необходимо сохранить в интересах военной промышленности». При этом было оговорено: «Сокращение будет проводиться уже ранее действовавшей на территории гау зондеркоманды гауптштурмфюрера СС Ботмана». Гиммлер отдал приказ вывести Ботмана с его людьми со службы в Хорватии и «снова поставить на службу в гау Вартеланд».
В апреле 1944 года Ботман с частью своих сослуживцев дивизии СС «Принц Ойген» вернулся в Хелмно. Уже решённое «сокращение» зондеркомандой СС началось в середине июня 1944 года. Между 23 июня и 14 июля 1944 года 7176 еврейских мужчин, женщин и детей были доставлены в десяти железнодорожных транспортах из Лицманштадта в концлагерь Хелмно и там убиты в газвагенах.
Когда советские войска взяли Лицманштадт, Ботман и его люди в ночь с 17 по 18 января 1945 года расстреляли последних оставшихся в живых еврейских рабочих, которые, начиная с прекращения в конце августа 1944 года транспортировки в Хелмно и концлагерь Освенцим, ещё были задействованы в очистительных работах и уничтожении всех следов истребления. Команда Ботмана двинулась на запад, была окончательно расформирована и распределена в различные полицейские отделения. В феврале 1945 года Ботман стал руководителем пограничного комиссариата во Фленсбурге. После окончания войны попал в британский плен и 4 апреля 1946 года покончил жизнь самоубийством: повесился..